# Broyhanhaus

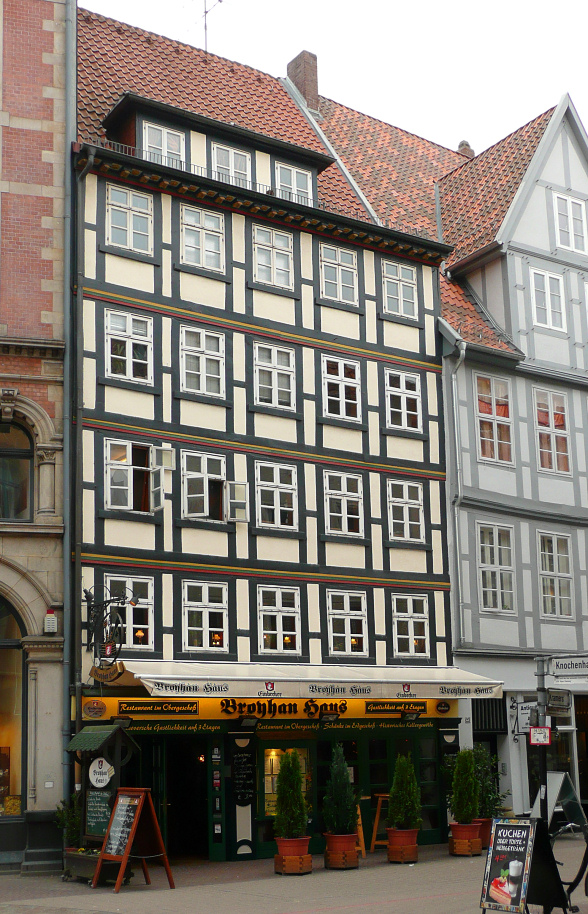
Broyhanhaus von 1576, zweitältestes Fachwerkhaus Hannovers

Das Broyhanhaus ist ein 1576 errichtetes  Wohn- und Geschäftshaus in der hannoverschen Altstadt. Das auf den Kellermauern eines Vorläuferbaus aus dem 14. Jahrhundert stehende Haus ist das zweitälteste erhaltene Fachwerkgebäude von Hannover. Das Haus ist nach dem Bierbrauer Cord Broyhan († 1570 in Hannover) benannt, der den Vorläuferbau von 1537 bis 1561 bewohnte.

## Lage und Beschreibung
Das Broyhanhaus steht in der Kramerstraße 24 in der hannoverschen Altstadt. Es befindet sich einer Gebäudezeile von historischen Fachwerkbauten in unmittelbarer Nähe zur Marktkirche.
Das Gebäude ist ein typisches Wohn- und Geschäftshaus der frühen Zeit in Hannover. Es handelt sich um einen fünfgeschossigen Fachwerkbau, der auf der Rückseite auf halber Breite über einen dreigeschossigen Anbau verfügt. Die klassizistische Hausfassade von 1830 ist vorgeblendet und entspricht in Farbe und Form nicht dem ursprünglichen Aussehen. In der Fassade befinden sich Reste der ältesten Schaufensterfassade in Hannover.

## Geschichte

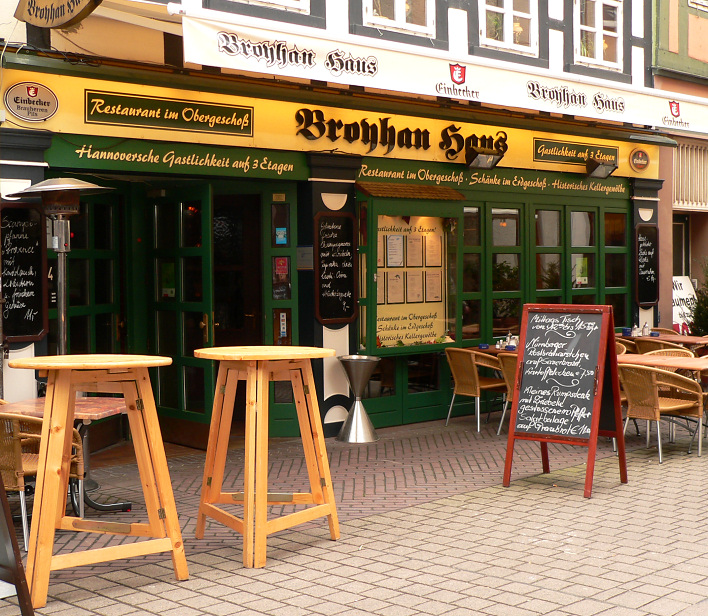
Erdgeschossbereich des Gebäudes mit Gaststätte Broyhanhaus

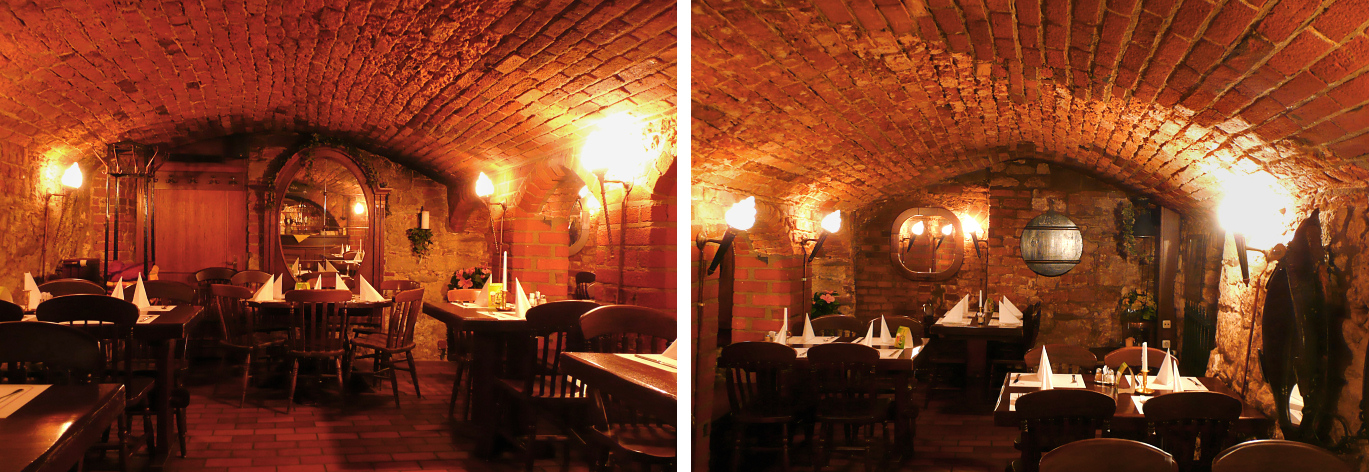
Zweischiffiger Gewölbekeller aus dem 15. Jahrhundert, heute Räumlichkeiten der Gaststätte

Der erste Bau entstand um 1400. In der zweiten Hälfte des 15. Jahrhunderts und in 1576 kam es zu Neubauten. Der heutige Bau auf dem zweischiffigen Gewölbekeller der Vorbauten stammt von 1576. Damit ist es nach dem Haus in der Burgstraße 12 von 1566 das zweitälteste Wohnhaus.
Die Besitzer des Grundstücks sind seit 1428 überliefert. Es waren in der Mehrzahl Kramer, die in dem Haus ihr Gewerbe ausübten. Ab 1537 bewohnte der Bierbrauer Cord Broyhan den zweiten Bau des Hauses.
Das Haus wurde 1984 bauarchäologisch untersucht und danach bis 1987 restauriert. Heute wird das Gebäude auf den beiden unteren Geschossen sowie im Gewölbekeller als Gaststätte und in den oberen als Wohnhaus genutzt.